# Meles (gènere)
Meles és un gènere de mamífers de la família dels mustèlids que tenen una àmplia distribució a Euràsia. El gènere conté tres espècies vivents i una d'extinta. El gènere conté les espècies següents:
- Toixó del Japó (Meles anakuma)
- Toixó asiàtic (Meles leucurus)
- Toixó europeu (Meles meles)

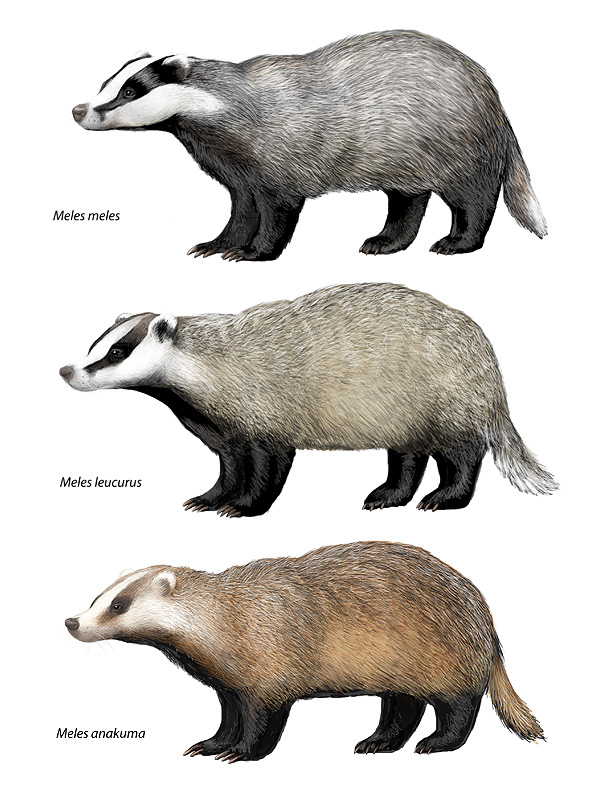
Les tres espècies extants del gènere. De dalt a baix, el toixó europeu, l'asiàtic i el japonès.

- Meles iberica †, del Plistocè d'Espanya[2]